# Sati (Göttin)

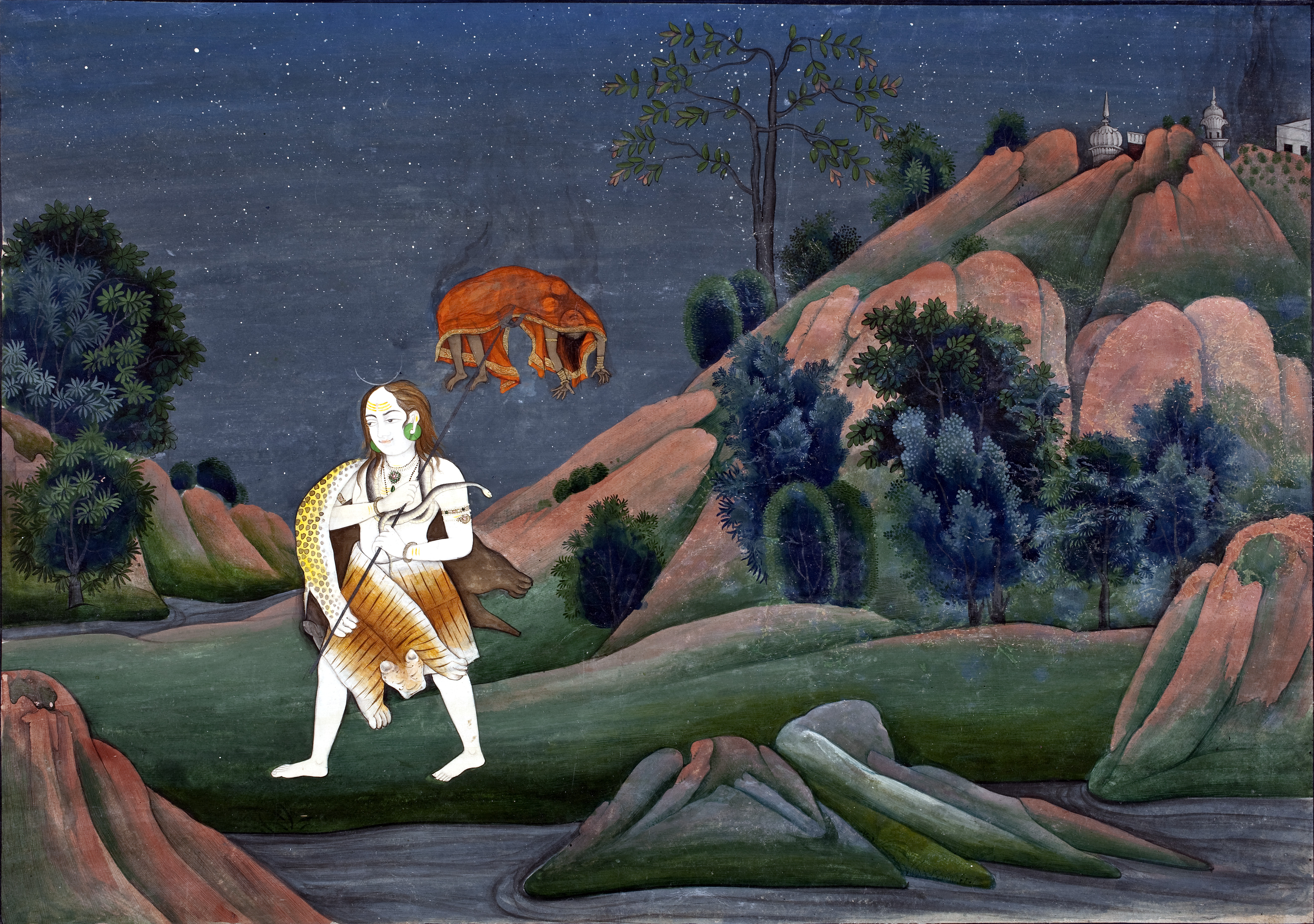
Shiva trägt den Leichnam Satīs auf seinem Dreizack, ca. 1800 (aus der Region um Himachal Pradesh, LACMA Museum)

In der indischen Mythologie ist Satī (Sanskrit सती Satī) die Tochter Dakshas. Sie erzielte durch langes asketisches Leben die Zustimmung zu der Hochzeit mit Shiva. Daksha empfand jedoch Abscheu vor Shiva und lud ihn nicht zu seinem Opferfeuer und Festmahl ein. Die unglückliche Satī brachte sich daraufhin um. Die zweite Frau Shivas, Parvati, hat viele Gemeinsamkeiten mit Satī und gilt daher als deren Reinkarnation.

## Mythos
Im Mythos heißt es, dass Satī andere Männer ablehnte und sich vornahm, den asketisch lebenden Shiva für sich zu gewinnen. Eine Einflussnahme darauf durch Satīs Großvater Brahma wird in einigen Varianten des Mythos hinzugefügt. Er wollte Shivas Sexualität und Heirat erreichen, da Shivas Teilnahme für den Fortbestand der Welt notwendig wäre. Satī wird zwar meist als schön beschrieben, doch ist es primär ihre Hingabe und Askese, welche Shiva anziehen. Er gewährt Sati einen Wunsch und sie wünscht sich, ihn zu heiraten. In Anbetracht ihrer Entsagungen stimmt er zu, nachdem er Verlangen (kama) ihr gegenüber empfunden hat. Mit dem priesterlichen Segen Brahmas findet eine stattliche Hochzeit statt.
Währenddessen entwickelt sich ein Konflikt zwischen Shiva und Satīs Vater Daksha. Dieser lehnt Shivas unkonventionelles Verhalten und Aussehen ab, welche sich aus seiner langen Zeit der Weltentsagung ergeben haben. Nachdem das Ehepaar lange zurückgezogen in den Bergen wohnt, plant Daksha ein großes Opferfest und lädt alle göttlichen Wesen ein, nur nicht Shiva und Satī. Während Shiva davon kaum gerührt wird, ist Satī sehr wütend auf ihren Vater. Sie stellt ihn zur Rede, dieser weist sie jedoch grob ab und beleidigt ihren Mann in aller Öffentlichkeit. 
So bringt sich Sati schließlich mit Hilfe von Yoga um. In einigen Varianten des Mythos wirft sie sich in das Opferfeuer. Shiva trägt den Leichnam trauernd durch das Universum und zerstückelt ihn dann (s. Jyotirlinga, vgl. Bild). Shiva, nun zornig, lässt Dakshas Opfer mit der Kraft von Dämonen zerstören und ihn selbst töten. Später jedoch findet das Opferfest ein weiteres Mal mit dem wiederbelebten und reumütigen Daksha statt, dieses Mal mit Shiva.

## Ursprünge
Der Mythos von Satī wird in leicht unterschiedlichen Versionen sowohl im Mahabharata-Epos als auch in den Puranas erzählt; Shiva tritt hier noch unter seinem vedischen Namen Rudra auf. In den Stücken des Kalidasa aus dem 5. bis 6. Jahrhundert lassen sich ebenfalls ausführliche Beschreibungen der Göttin Satī finden.

## Parallelen zur Witwenverbrennung
Zwischen diesem Mythos und der gleichnamigen Praxis der Witwenverbrennung ist keine ausschließliche Kontinuität vorhanden. Eine Gemeinsamkeit besteht offensichtlich darin, dass sich Satī umbringt, und auch dass sie sich für ihren Mann umbringt. Im Falle des Mythos tut sie es aufgrund einer Kränkung Shivas durch ihren Vater, welche nur durch einen dramatischen Schritt wie dem Selbstmord wieder bereinigt werden kann. Satī ist also gleichwohl die „treue Frau“, indem sie ihr Leben ganz der Ehre ihres Mannes unterordnet und sich für diese opfert. Die religiöse Zielsetzung, durch eine Selbstvernichtung bis in den Tod treu zum eigenen Mann zu sein, ist Ritus wie Mythos demnach gemeinsam.
Ein Unterschied ergibt sich aus der Situation des Selbstmordes. Satīs Mann ist zu dem Zeitpunkt ihrer Entscheidung nicht tot, sie ist demnach keine Witwe. Statt des Todes Shivas ist es dessen gesellschaftlicher Status und vor allem ihre Verantwortung für diesen, der sie in den Selbstmord treibt. Erst ihre Tat kann Shivas Gleichgültigkeit auflösen und zu einer Lösung seiner Situation führen. Demnach ist es noch ein Nutzen in der diesseitigen Welt, der Grund für die Tat ist, während im Falle einer Witwenverbrennung vor allem jenseitige (bzw. „post-re-inkarnierte“) Gründe relevant werden.
Allerdings ergibt sich in Anbetracht des Prinzips der „guten Frau“ ein Problem: Obwohl Satī durch ihren Tod ein einzelnes Problem Shivas (seine Nichtakzeptanz in der etablierten Welt) lösen kann, ist es ihr durch ihre Selbstvernichtung nicht mehr möglich, ihrem Mann anderweitig dienen zu können. Dieser verfällt stattdessen wieder der Askese und löst sich damit von der Teilnahme an der kreativen Welt, was zu verhindern im traditionellen Verständnis eigentlich Satīs Aufgabe als dessen Frau gewesen ist. Somit kann sie ihm zwar kurzfristig einen Dienst erweisen, langfristig jedoch der Aufgabe als satī nicht nachkommen. In der hinduistischen Götterwelt wird dieser Widerspruch durch die Existenz Parvatis gelöst. Sie ist eine Reinkarnation Satīs und ebenfalls eine gute und treue Frau, die Shiva schließlich dauerhaft an die Welt binden kann.